# NetStumbler
NetStumbler es un programa para Windows que permite detectar redes inalámbricas (WLAN) usando estándares 802.11a, 802.11b y 802.11g. Existe una versión para Windows CE (PDA) llamada MiniStumbler.

## Usos
- Verificar la configuración de una red.
- Estudiar la cobertura o nivel de señal disponible en diferentes puntos de una estancia.
- Detectar redes que pueden causar interferencias a la legítima.
- Útil para orientar antenas direccionales cuando se hacen enlaces de larga distancia, o simplemente para colocar la antena o tarjeta en el punto con mejor calidad de la señal.
- Sirve para detectar puntos de acceso no autorizados (Rogue AP’s).
- Wardriving, es decir, detectar todos los puntos de acceso en las cercanías.
- Junto a un receptor GPS, permite registrar las coordenadas reales y obtener las del punto desde donde se está emitiendo el equipo al que está conectado.

Posteriormente se puede realizar el posicionamiento de capturas, con alguna de las siguientes aplicaciones:
- Microsoft Streets & Trips
- DiGLE
- StumbVerter 1.5 + MS MapPoint

El autor de NetStumbler, Marius Milner, mantiene actualizado ocasionalmente el sitio web, desde donde se puede descargar la aplicación. La página suele tener información más actualizada y noticias relacionadas con redes inalámbricas. También hay un foro muy activo centrado en NetStumbler y en el wardriving.